# Osterdatum
| Jahr | West- kirche | Ost- kirche |
| ---- | ------------ | ----------- |
| 2017 | 16. April    | 16. April   |
| 2018 | 1. April     | 8. April    |
| 2019 | 21. April    | 28. April   |
| 2020 | 12. April    | 19. April   |
| 2021 | 4. April     | 2. Mai      |
| 2022 | 17. April    | 24. April   |
| 2023 | 9. April     | 16. April   |
| 2024 | 31. März     | 5. Mai      |
| 2025 | 20. April    | 20. April   |
| 2026 | 5. April     | 12. April   |
| 2027 | 28. März     | 2. Mai      |
| 2028 | 16. April    | 16. April   |
| 2029 | 1. April     | 8. April    |
| 2030 | 21. April    | 28. April   |
| 2031 | 13. April    | 13. April   |
| 2032 | 28. März     | 2. Mai      |
| 2033 | 17. April    | 24. April   |
| 2034 | 9. April     | 9. April    |
| 2035 | 25. März     | 29. April   |
| 2036 | 13. April    | 20. April   |
| 2037 | 5. April     | 5. April    |

Das Osterdatum ist das Datum des Osterfestes im Kirchenjahr. Ostern ist als Feier der Auferstehung Jesu Christi von den Toten das wichtigste und älteste Fest der Christen. Nach neutestamentlicher Überlieferung ereignete sich die Auferstehung Christi zur Zeit des vom Frühlingsvollmond abhängigen jüdischen Pessachfests. Da der genaue Tag nicht bekannt ist, seine Feier nicht an einem wechselnden Wochentag stattfinden und die grundsätzliche Datierung im weiter von den Juden verwendeten Lunisolarkalender nicht in Erscheinung treten sollte, wurde auf dem Konzil von Nicäa im Jahre 325 (die Christen benutzten inzwischen den Julianischen Solar-Kalender) folgende Festlegung getroffen: Osterdatum ist der erste Sonntag nach dem ersten Vollmond im Frühling.
Sowohl beim Frühlingsbeginn als auch beim Vollmond wird nur der Tag der Ereignisse beachtet (Stunde, Minute, … bleiben unberücksichtigt). Selbst als Tag wird nicht genau mit demjenigen gerechnet, an dem das astronomische Ereignis stattfindet.
Als Tag des Frühlingsbeginns wurde generell der 21. März festgelegt. Das ist insofern eine Vereinfachung, als der astronomische Frühlingsbeginn (siehe Äquinoktium) nicht immer am gleichen Kalendertag, sondern verschiedentlich auch am 20. oder am 19. März stattfindet. Als Vollmond-Tage werden vereinfachend sich in einer zyklischen Reihe einander folgende 19 bestimmte Kalendertage, die auf dem Meton-Zyklus beruhen, verwendet. Unter diesen ist der 21. März der früheste Vollmondtag. Falls er auf einen Samstag fällt, so ist der 22. März der früheste Ostersonntag. Dies war zuletzt im Jahre 1818 der Fall und wird erst wieder im Jahre 2285 auftreten. Letzter der 19 zyklischen Vollmondtage ist der 19. April (im gregorianischen Kalender), und spätester Ostersonntag ist der 25. April.
Nach dem Datum des Osterfestes richten sich fast alle anderen beweglichen Feiertage im Kirchenjahr sowie weitere Festtage.

## Geschichte

### Der Kalendertag der Auferstehung Jesu Christi
Ostern wird im Gedenken an die Auferstehung Jesu Christi gefeiert. Zur Zeit seiner Kreuzigung und Auferstehung in Jerusalem galt im Judentum ein lunisolarer Festkalender nach biblisch fundierten Regeln, der auch für die Christen hinsichtlich des Osterfestes maßgeblich blieb. Später übernahm das Christentum das solare System des julianischen Kalenders, während die Regeln des jüdischen Kalenders im 4. Jahrhundert unter dem Patriarchen Hillel II. systematisch festgelegt wurden.

### Die Bibel als Quelle für den Kalendertag der Auferstehung Jesu Christi
Anhaltspunkt für die Datumsübertragung aus dem jüdischen lunisolaren Kalendersystem in den solaren julianischen bzw. gregorianischen Kalender ist das jüdische Pessachfest, in dessen zeitlicher Nähe nach neutestamentlichem Zeugnis die Kreuzigung Jesu stattfand. Pessach dauert stets vom 15. bis zum 22. Tag im Monat Nisan. Der 14. Nisan wird im Judentum hebräisch Erev Pessach bzw. Sederabend genannt und dient zur Vorbereitung des Festes.
Die biblische Überlieferung ist hinsichtlich der letzten Lebenstage Jesu uneinheitlich: Während die Synoptiker annehmen, dass der Tag vor dem Sabbat, an dem Jesus gestorben ist, der 15. Nisan ist, geht das Johannesevangelium davon aus, dass es sich um den 14. Nisan handelt. Maßgeblich sind die Passions- und Osterberichte der Evangelien. Einstimmig berichten die vier Evangelien, dass die Kreuzigung am Rüsttag zum Sabbat stattgefunden hat (Mk 15,42 ). Nach dem Johannesevangelium war der Todestag Jesu sowohl der Rüsttag zu einem Sabbat (Joh 19,31 ) als auch der Rüsttag zu Pessach (Joh 19,14 ), der auf den 14. Nisan fällt. Die synoptischen Evangelien identifizieren hingegen das Letzte Abendmahl als ein Sedermahl zum Auftakt des Pessachfestes (Mk 14,12 ). Dieses findet den Regeln entsprechend allerdings am Vorabend des Pessachfestes statt, d. h. der darauffolgende Tag (und damit der Tag der Kreuzigung im Fall Jesu) wäre also der erste Tag des Pessachfestes selbst und somit der 15. Nisan. Nach allen Evangelien wurde der Leichnam Jesu vor Beginn des Sabbats bestattet (Joh 19,31–42 ). Am Sabbat herrschte Grabesruhe. Die Auferstehung ereignete sich „am dritten Tage“ (1 Kor 15,4 ) von der Kreuzigung an gerechnet. Unabhängig von den widersprüchlichen Angaben wird also die Reihenfolge der Ereignisse einheitlich dargestellt: letztes Mahl an einem Donnerstagabend (Gründonnerstag), Kreuzigung und Tod an einem Freitag (Karfreitag), Grabesruhe am folgenden Samstag (Sabbat, Karsamstag) und Auferstehung am folgenden Sonntag (Ostersonntag).
Teile der Christenheit rechneten schon früh mit dem 14. Nisan (siehe Quartodezimaner) als Tag der Kreuzigung und mit dem 16. Nisan als Tag der Auferstehung Christi. Moderne Historiker halten diese Daten auch für die wahrscheinlichsten, weil die von den Synoptikern berichteten Aktivitäten der jüdischen Autoritäten an einem 15. Nisan als hohem Feiertag nicht plausibel sind.
Im lunisolaren jüdischen Kalender handelt es sich demnach um fixe Daten im Kalenderjahr. Im solaren julianischen Kalender werden daraus in einem Zeitraum von mehr als vier Wochen liegende variable Daten, deren Bestimmung als sogenannte Osterrechnung einigen Aufwand erfordert.

### Vom jüdischen Pessachfest zum Frühlingsvollmond
Neben der Jerusalemer Urgemeinde existierten durch die Missionstätigkeit bald auch größere christliche Gemeinden außerhalb Jerusalems und Palästinas, die von der Ausrufung des Beginns der Monate durch den jüdischen Hohen Rat abgeschnitten waren. Nach der Zerstörung des zweiten Tempels begann die Zerstreuung der Juden, so dass bald alle Christen selbst auf die Einhaltung des Kalenders achten mussten. Man erinnerte sich an die Konstruktion des lunisolaren jüdischen Festkalenders, im Besonderen daran, dass der 14. Nisan (in Jahren mit Schaltmonat der 14. Adar II) mit dem Tag des ersten Vollmondes seit Frühlingsanfang identisch ist und beobachtete und verwertete diese beiden Tage zur Bestimmung des Osterdatums. Heute ist der historische und bezüglich des Mondes indirekte Bezug auf den entsprechenden Tag im jüdischen Kalender allgemein in Vergessenheit geraten.

### Osterdatum in den ersten Jahrhunderten
Die Findung des 14. Nisan durch Feststellen des Mond-Neulichtes als 1. Nisan funktionierte während der ersten Jahrhunderte recht und schlecht. Es fehlte nicht nur eine für alle Juden – und damit auch für die ersten Christen – zuständige Autorität zur Definition des Kalenders, es herrschte vielmehr auch innerchristlich keine einheitliche Auffassung darüber, welchen Ereignisses in den letzten Erdentagen Jesu zu gedenken sei. So nahmen die Quartodezimaner (vorwiegend in Kleinasien lebend) den Tag der Kreuzigung als Anlass und feierten Ostern parallel zu Pessach immer am 14. Nisan, ungeachtet des Wochentages. Die Protopaschisten (in Syrien, Mesopotamien und einem Teil Kilikiens ansässig) feierten den Sonntag nach Pessach. Da die jüdische Kalenderberechnung das Frühlings-Äquinoktium jedoch nicht streng beachtet, setzten die Protopaschisten das Osterfest häufig einen Monat früher an als die übrigen Christen.

### Das Konzil von Nicäa
Eine einheitliche Regelung ging vom Ersten Konzil von Nicäa im Jahre 325 aus. Der genaue Wortlaut des Beschlusses ist nicht erhalten, doch lässt sich aus einem Schreiben Kaiser Konstantins entnehmen, dass das Osterfest gemäß Konzil zu feiern sei:
- nach Frühlingsanfang, der im inzwischen benutzten Julianischen Kalender auf den 21. März fixiert wurde,
- an einem Sonntag nach dem jüdischen Pessach-Fest.

Damit gab das Konzil von Nicäa im Prinzip den Protopaschisten Recht und verwarf die Praxis der Quartodezimaner.

### Die zyklische alexandrinische Osterrechnung
Eine Vorschrift, wie das Datum für das Osterfest zu bestimmen sei, wurde offenbar nicht beschlossen. Auch ist nicht sicher, ob und in welcher Art ein Auftrag an die Astronomen und Mathematiker von Alexandria vergeben wurde. Alexandria war aber in dieser Zeit das wissenschaftliche Zentrum der Welt, und dort war eine relativ einfache und genaue zyklische Osterrechnung bereits entwickelt worden. Zyklisches Vorgehen ist in die Zukunft gerichtet. Man muss nicht bis zum letzten Moment warten, um anhand gegenwärtiger Beobachtungen das Osterdatum angeben zu können. Auf Grund astronomischer Kenntnisse kann der erste Vollmond nach dem Frühlingsanfang für viele Jahre im Voraus berechnet werden.

### Endgültiges allgemeinverbindliches Osterdatum
Die beabsichtigte Einheit in der Osterfeier erreichte das Konzil noch nicht. Es dauerte noch Jahrhunderte, bis sich die Berechnung der alexandrinischen Astronomen allgemein durchsetzte. Um 530 erstellte Dionysius Exiguus seine Ostertafeln, die auf den alexandrinischen Rechenregeln beruhen und die später von Beda Venerabilis (672–735) als allgemeinverbindlich durchgesetzt wurden. Ab der Mitte des 8. Jahrhunderts war somit die Forderung des Konzils erfüllt, dass alle Christen Ostern zu gleicher Zeit feiern sollen.
Durch die in Nicäa vereinbarte Fixierung des Frühlingsanfangs auf den 21. März, den spätesten Tag der astronomisch möglichen Daten (zwischen 19. und 21. März), und durch den zyklisch bestimmten Vollmondtermin kommt es immer wieder zu Osterparadoxien, an denen der Ostertermin nicht exakt auf das astronomisch berechnete Datum fällt.

## Die Osterrechnung im julianischen und im gregorianischen Kalender
Für die zyklische Bestimmung des Frühlingsvollmondes wurde in Rom die Rechnung auf einen 84-Jahre-Zyklus aufgebaut, während in Alexandria von Anfang an der 19-jährige Mondzirkel herangezogen wurde. Die Rechenmethode der Alexandriner setzte sich wegen der größeren erreichbaren Genauigkeit durch. 19 Jahre entsprechen 235 Mondmonaten, und es gibt nur 19 verschiedene Daten für den Frühlingsvollmond, nämlich zwischen dem 21. März und dem 18. April den
5. April, 25. März, 13. April, 2. April, 22. März, 10. April, 30. März, 18. April, 7. April, 27. März, 15. April, 4. April, 24. März, 12. April, 1. April, 21. März, 9. April, 29. März und den 17. April (Reihenfolge chronologisch über 19 Jahre mit Goldener Zahl = 1 bis 19).
Am darauffolgenden Sonntag ist Ostern. Fällt der Frühlingsvollmond auf einen Sonntag, ist Ostern erst eine Woche später. Der erste mögliche Termin für Ostersonntag ist der 22. März (ein Tag nach dem 21. März), das letzte mögliche Datum der 25. April (sieben Tage nach dem 18. April).
| Der 19-jährige Meton-Zyklus vom Januar 2023 bis zum Januar 2042. |
| --- |
| Die Vollmonde sind durch weiße Kreise ◯, die Neumonde durch schwarze Kreise ⬤ und die ekliptikalen Längen der Sonne durch farbige Kreise gekennzeichnet: ⬤ (grün): Frühlingsäquinoktium, ⬤ (gelb): Sommersonnenwende, ⬤ (orange): Herbstäquinoktium, ⬤ (türkis): Wintersonnenwende. Der Vollmond nach dem Frühlingsäquinoktium wird zur Bestimmung des Osterdatums herangezogen. |

Im julianischen Kalender hat ein Osterzyklus eine Periodendauer von 532 Jahren. Danach beginnt die Reihe von 532 Oster-Terminen wieder von vorn. Diese Zahl ist das kleinste gemeinsame Vielfache aus der Periode des Mondzirkels (19 Vollmond-Daten), der 7-Tage-Woche (reguläre jährliche Verschiebung der Wochentage um einen Tag) und der Schaltperiode (Verschiebung der Wochentage um zwei Tage alle vier Jahre): 19 × 7 × 4 = 532.
Die ersten alexandrinisch bestimmten Oster-Tabellen stammen von Bischof Eusebius von Caesarea, die mit dem ersten Jahr in der Ära Diokletians (Märtyrer-Ära) beginnen, dem Jahre 285. Dionysius Exiguus setzte die Tafeln des Eusebius bis zum Jahr 531 fort und begann 532 einen neuen Osterzyklus. Seine Dionysianischen Tafeln enthalten Osterdaten für 95 Jahre (532 bis 627). Beda verlängerte sie später (725) auf die gesamte Länge dieses Osterzyklus (532 bis 1063).
Dionysius stellte fest, dass der 21. März 1 v. Chr. ein Sonntag war. Das ungefähre Zusammentreffen des Beginns der christlichen Zeitrechnung mit dem Beginn des von Dionysius bis zum Jahr 531 n. Chr. fortgesetzten Zyklus werden später als günstige Umstände für die allgemeine Annahme der Alexandrinischen Methode gedeutet.
Ein früher Kritiker der seit Beda etablierten Osterrechnung war Reinher von Paderborn in seinem Werk Computus emendatus von 1171. Er kritisierte, dass man sich nicht genau an den jüdischen Kalender („das Gesetz“) halte und folglich gelegentlich ein nicht zutreffendes Datum ermittele. Er erinnerte daran, dass der jüdische Kalender weder bezüglich des Frühlingsanfangs noch bezüglich des ersten Frühlings-Mondmonats zyklisch starr gehandhabt werde. Auf diese Weise entstehe zum Beispiel ein Kalenderjahr mit durchschnittlicher Länge von 365,2468 Tagen. Im Computus wird mit 365,2500 Tagen gerechnet, was zum Beispiel einen Tag Abweichung in etwa 314 Jahren ausmache. Reinher gab ein verbessertes – „dem Gesetz gehorchendes“, aber dennoch zyklisches Verfahren − an, das aber nicht offiziell angewendet wurde.
Bei der gregorianischen Kalenderreform im Jahre 1582 wurde nicht nur der Kalender besser an das Sonnenjahr angepasst (365,2425 Tage, nicht die weniger genauen 365,2468 Tage aus dem jüdischen Kalender), sondern auch der kleine Fehler in der dem Mondzirkel zugrunde liegenden Gleichung (235 Mondmonate = 6939,75 Tage) korrigiert. Der danach berechnete Vollmond verspätet sich gegenüber dem tatsächlichen über lange Zeit etwas. Die inzwischen aufgelaufene Verspätung von einigen Tagen wurde kompensiert und festgelegt, dass künftig gelegentlich ein Schalttag ausfallen (Sonnengleichung) soll und auch das Vollmonddatum gelegentlich um einen Tag früher anzusetzen ist (Mondgleichung).

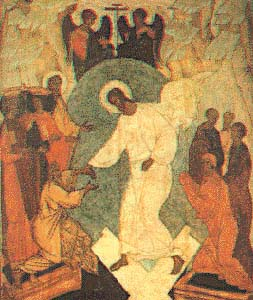
Russische Auferstehungsikone, 16. Jahrhundert

Durch diese Maßnahmen kann die reformierte Oster-Rechnung auch zum 26. April als spätesten Ostersonntag führen, denn für den Vollmond gibt es jetzt nicht mehr nur 19 Daten, sondern alle 30 Tage eines vollen Monates. Der letzte dieser Tage ist der 19. April (der 30. Tag nach dem 21. März). Um die Tradition aus julianischer Zeit (Ostern nicht später als am 25. April) nicht aufgeben zu müssen, wurden zwei Regeln hinzugefügt:
- Ausnahmeregel I: Ist der zyklische Vollmond am 19. April, so wird er auf den 18. April zurückverlegt. Die Regel bewirkt praktisch nur dann eine Verschiebung, wenn der 19. April ein Sonntag ist, weil dann dieser und nicht der 26. April Ostersonntag wird
- Mit Ausnahmeregel I kumulierende Ausnahmeregel II: Ist der zyklische Vollmond in derselben Periode des Mondzirkels am 18. April, so wird er auf den 17. April zurückverlegt. Auch diese Regel bewirkt nur dann eine Verschiebung, wenn der 18. April ein Sonntag ist, indem dann dieser und nicht der 25. April Ostersonntag wird.

Mit der zweiten Regel wurde sichergestellt, dass in einer 19-jährigen Periode des Mondzirkels nicht zweimal das Datum 18. April als Frühlingsvollmond erscheinen kann, was traditionell auch nicht möglich war und die Verwendung der Tabelle beeinträchtigt hätte.
Der Osterzyklus ist im gregorianischen Kalender auf 5.700.000 Jahre angewachsen, was jedoch nur theoretische Bedeutung hat, denn nach so langer Zeit werden sich auch die mit den genaueren Regeln des gregorianischen Kalenders ermittelten Osterdaten vollkommen von den astronomischen Realitäten entfernt haben.
Mit Ausnahme der finnischen orthodoxen Kirche wird in allen orthodoxen Kirchen – auch bei den sogenannten Neukalendariern, die für die festen Feiertage heute den westlichen Kalender verwenden – bei der Berechnung des Osterdatums am unreformierten julianischen Kalender und an der damaligen Osterrechnung festgehalten. In allen orthodoxen Kirchen gilt die Regel, dass das Osterfest nicht vor dem jüdischen Pessach-Fest liegen darf, was allerdings wegen der allmählichen Verschiebung des julianischen Kalenders im Verhältnis zum jüdischen Kalender ohnehin seit Jahrhunderten nicht mehr möglich ist und daher bei der Berechnung heute nicht mehr gesondert berücksichtigt werden muss. Das Festhalten am julianischen Kalender kann dazu führen, dass das orthodoxe Osterfest im Extremfall fünf Wochen später stattfindet als das der lateinischen Kirche.

## Methoden der Osterberechnung
Die Aufgabe liest sich einfach und kurz: „Man bestimme den ersten Sonntag nach dem ersten Vollmond im Frühling.“ Der Vorgang zur Lösung ist jedoch anspruchsvoll und nicht einfach überschaubar, wie die drei folgenden, bekanntesten Methoden zeigen:

### Computus
Die Osterrechnung hieß im Mittelalter computus paschalis. Die Computisten arbeiteten mit verschiedenen Hilfsparametern und mit Tabellen.

### Gaußsche Osterformel
Carl Friedrich Gauß formulierte den Osteralgorithmus als einen Satz algebraischer Formeln. Er schuf ein praktisches Hilfsmittel, das ohne die Kenntnis des in den Formeln komprimiert und verschleiert enthaltenen Computus von jedermann angewandt werden kann.
Die Formeln von Gauß sind sowohl für die Zeit des julianischen als auch für die des gregorianischen Kalenders anwendbar.

### Osterformel von Spencer Jones
Gauß war der erste und der bekannteste, aber nicht der einzige Entwickler einer Osterformel. Eine andere Formel soll nach Jean Meeus von Harold Spencer Jones stammen. Laut Meeus wurde diese Formel in Spencer Jones’ 1922 erschienenen Buch General Astronomy veröffentlicht. Erneut wurde diese Formel im Journal of the British Astronomical Association 1977 veröffentlicht. Dort wird gesagt, dass diese Formel bereits 1876 entwickelt und in Butchers Ecclesiastical Calender veröffentlicht worden sei. Mit Hilfe dieser Formel lässt sich im gregorianischen Kalender das korrekte Osterdatum berechnen, ohne dass eine Ausnahmeregelung bemüht werden muss.

## Frühe und späte Osterdaten in der Westkirche

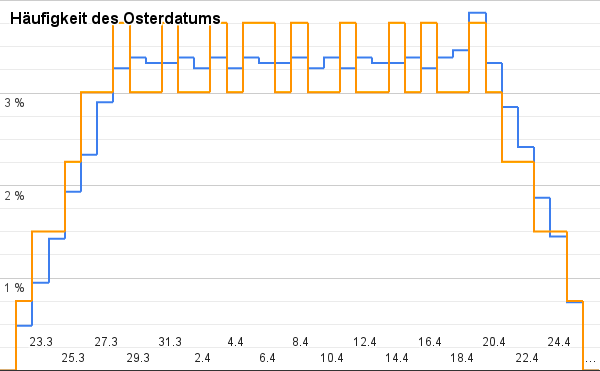
Häufigkeitsverteilung des westlichen, katholisch-evangelischen Osterdatums im Gregorianischen Kalender (blau) und des östlichen, orthodoxen Osterdatums im Julianischen Kalender (orange)

Der 22. März ist der frühestmögliche und der 25. April infolge der gregorianischen Ausnahmeregelung der spätestmögliche Ostertermin. Es gibt also 35 mögliche Ostertermine.
Seit der gregorianischen Reform von 1582 ist der früheste Termin 22. März nur in den Jahren 1598, 1693, 1761 und 1818 vorgekommen, das nächste Mal wird erst im Jahre 2285 sein. Statistisch kommt dieses Datum etwa alle 200 Jahre einmal vor. 2008 fiel Ostern auf den 23. März, also auf den zweitfrühesten Termin. Diesen Ostertermin gab es zuletzt 1913, das nächste Mal wird 2160 sein.
Der späteste Termin 25. April kam nach der Kalenderreform in den Jahren 1666, 1734, 1886 und 1943 vor, das nächste Mal wird im Jahre 2038 sein. Statistisch kommt das in 0,737 Prozent aller Fälle vor, also weniger als einmal pro Jahrhundert. 2011 fiel Ostern auf den zweitspätesten Termin am 24. April.
Nach den internationalen Standardregeln aus ISO 8601 kann Ostersonntag auf den letzten Tag der Kalenderwochen 12 bis 17 fallen, wobei letzteres nur ein- bis zweimal pro 400-Jahreszyklus und nur in Schaltjahren vorkommt.
| Kalenderwoche  | 12   | 13   | 14   | 15   | 16   | 17  |
| Häufigkeit (%) | 12,1 | 23,5 | 23,2 | 23,3 | 17,6 | 0,3 |

## Das Osterdatum in den Ostkirchen
In fast allen Ostkirchen – mit Ausnahme der finnischen orthodoxen Kirche und eines Teils der unierten Kirchen – werden weiterhin der nicht-reformierte julianische Kalender und die nicht-reformierte Datierung des Osterfestes verwendet. Einige orthodoxe Kirchen (in Griechenland und Bulgarien) verwenden zwar heute für die feststehenden Feiertage (wie Weihnachten und Verkündigung des Herrn) den sogenannten neo-julianischen Kalender, der bis zum Jahr 2799 dem gregorianischen Kalender entsprechen wird, halten für die beweglichen Feiertage wie Ostern aber dennoch am julianischen Kalender fest, um ein gemeinsames Osterfest für alle orthodoxen Christen zu ermöglichen. Unabhängig vom verwendeten Kalender gilt in allen Ostkirchen die Regel, dass das Osterfest nicht vor dem jüdischen Pessachfest liegen darf. Übereinstimmungen des Osterdatums in West- und Ostkirchen sind zufällig und entstehen dann, wenn das nach nicht-reformierter julianischer Methode bestimmte Osterdatum 13 Tage (gegenwärtig, bis 2099) früher liegt als das nach gregorianischer Methode bestimmte Osterdatum.
Beispiele:
- 2010: Ostern in den Ostkirchen am 22. März julianisch, in den Westkirchen am 4. April gregorianisch, 13 Tage Differenz,
- 2014: Ostern in den Ostkirchen am 7. April julianisch, in den Westkirchen am 20. April gregorianisch, 13 Tage Differenz.

## Bestrebungen für gemeinsames Osterdatum in West- und Ostkirche
Nachdem nahezu alle Staaten mit orthodoxer Bevölkerung – in Russland seit der Gründung der Sowjetunion – im säkularen Bereich den reformierten Kalender eingeführt hatten, sahen sich auch die Ostkirchen vor die Notwendigkeit gestellt, ihren Kalender zu reformieren. Im Mai 1923 tagte in Konstantinopel unter dem Vorsitz des ökumenischen Patriarchen Meletios IV. ein Kongress der orthodoxen Kirchen, worunter in erster Linie die russische, die griechische, die serbische und die rumänische Kirche zu verstehen sind, um über diese Fragen zu diskutieren. Man beschloss, im Wesentlichen den gregorianischen Kalender zu übernehmen (Neujulianischer Kalender). Die bestimmenden Daten Frühlingsanfang und erster Vollmond im Frühling sollten nicht vorausgesagt werden (zyklisch angegeben), sondern durch Berechnung ermittelt werden; als Beobachtungsort sollte Jerusalem gelten, dessen Ortszeit maßgeblich sein sollte.
Der Beschluss wurde bezüglich der astronomischen Osterberechnung nicht verwirklicht, so kam es 1997 zu einem weiteren Versuch auf der Konferenz in Aleppo (Syrien), Ostern weltweit am gleichen Tage zu feiern. Die Umstellung sollte ab 2001 gelten, da in diesem Jahr die Osterfeste der West- und Ostkirchen zusammenfielen (15. April gregorianisch / 2. April julianisch). Eine Einigung scheiterte im Wesentlichen an Bedenken der Ostkirchen, denn ihr Osterdatum hätte sich sofort und teils erheblich verändert, wogegen in der Westkirche die neue Berechnung erst ab 2019 gegriffen und nur in wenigen Jahren zu einem neuen Ostertermin geführt hätte. Auch die in den Ostkirchen geltende Zusatzregel, dass Ostern immer nach dem jüdischen Pessach stattfinden muss, hätte aufgegeben werden müssen, da das westliche Osterfest wegen der auch im jüdischen Kalender vorhandenen Ungenauigkeiten heute öfter vor das jüdische Pessach fällt.
Bei einem weltweiten Treffen von Priestern in Rom sprach sich Papst Franziskus im Juni 2015 für einen festen, gemeinsamen Termin des Osterfestes mit den orthodoxen Kirchen aus, etwa am zweiten Sonntag im April. Zuvor hatte schon der koptische Patriarch von Alexandrien, Tawadros II., einen gemeinsamen Ostertermin angeregt.